# Lone Helmer
Lone Elisabeth Helmer (født 11. december 1940 i Gentofte, død 4. september 1997 af kræft) var en dansk skuespillerinde.
I en alder af 18 år påbegyndte hun en karriere som refrænsangerinde på Wivex i København og rejste rundt i landet med diverse sangnumre, der også blev indspillet på grammofonplader.
Det lykkedes hende ikke at komme ind på skuespilleruddannelsen, hverken på Det ny Teater eller Det kongelige Teater, hvorfor hun drog til Odense og dér fik sin uddannelse på byens teater.
Hun var nok mest kendt for sine alsidige roller på scenen samt i revyerne i både Randers, Holstebro, Lindenborg samt på Amagerscenen og i Cirkusrevyen.
Hun nåede at indspille en håndfuld film samt fik optrædener i radioen og i tv-teatret.

## Udvalgt filmografi
- Amour (1970)
- Med kærlig hilsen (1971)
- I Jomfruens tegn (1973)
- I Tyrens tegn (1974)
- Terror (1977)
- Fængslende feriedage (1978)
- Mord i Paradis (1988)
- Elvis Hansen - en samfundshjælper (1988)
- Baby Doll (1988)
- Far på færde – tv-serie fra DR (1988)
- Springflod (1990)
- Sofie (1992)
- Roser og persille (1993)
- En loppe kan også gø (1996)